# Matthew Linn Bruce
Matthew Linn Bruce (* 1. Oktober 1860 in Mercersburg, Franklin County, Pennsylvania; † 26. Februar 1936 in Albany, Albany County, New York) war ein US-amerikanischer Rechtsanwalt, Richter und Politiker (Republikanische Partei).

## Werdegang
Matthew Linn Bruce besuchte die Andes Academy. Er graduierte 1884 am Rutgers College mit einem Bachelor of Arts und hielt dort ebenfalls die Abschiedsrede. Danach studierte er Jura in der Kanzlei von Cassius M. Shaw in Andes, wo er 1889 seine Zulassung als Anwalt bekam. Bruce zog 1890 nach New York City. Er war dort bis 1892 als leitender Clerk in der Kanzlei von Hector M. Hitchings tätig, als er dann seine eigene Anwaltspraxis eröffnete. Bruce wurde 1903 Präsident des New York County Republican Committee. Ferner führte er einen erfolglosen Wahlkampf für Bürgermeister Seth Low um seine Wiederwahl.
Bruce war zwischen 1905 und 1906 Vizegouverneur von New York. Bei seinem Wiederwahlversuch im November 1906 erlitt er eine Niederlage, obwohl sein Running Mate Charles Evans Hughes zum Gouverneur gewählt wurde. Alle anderen republikanischen Kandidaten wurden durch die Nominierten der Democratic/Independence League besiegt. Am 5. Dezember 1906 trat er von seinem Amt als Vizegouverneur zurück. Gouverneur Frank W. Higgins ernannte ihn zum Richter am New York Supreme Court, um dort die Vakanz zu füllen, die durch den Rücktritt von Richter Morgan J. O'Brien entstand. Bruce hielt den Posten bis Ende 1907. Im nachfolgenden Jahr ging er wieder seiner Tätigkeit als Anwalt nach. Allerdings wurde er am 13. Oktober des gleichen Jahres durch Gouverneur Hughes erneut an das Supreme Court berufen, um dieses Mal die Vakanz zu füllen, die durch den Rücktritt von Richter David Leventritt entstand. Bruce bekleidete die Stellung bis Ende des Jahres. Bei seiner Kandidatur im November 1908 für den gleichen Posten am Supreme Court erlitt er gegenüber dem demokratischen Kandidaten Irving Lehman eine Niederlage.

## Familie
Matthew Linn Bruce war der Sohn von James Bruce und Mary (Linn) Bruse (ca. 1830–1907). Er heiratete 1894 Lillian (Ballantine) Knapp. Das Paar hatte vier gemeinsame Kinder.